# Новиков, Олег Евгеньевич
Оле́г Евге́ньевич Но́виков (род. 30 июля 1968, Москва) — российский издатель; президент «Эксмо-АСТ», президент и контролирующий акционер издательской группы «Эксмо-АСТ», включающей издательства «Эксмо» и АСТ, совладелец компании «Новый книжный — Буквоед», издательства «Манн, Иванов и Фербер». Член правления Российского книжного союза. Заслуженный работник культуры Российской Федерации (2019).

## Биография
Олег Новиков родился в 1968 году в Москве. В 1993 году он окончил факультет двигателей летательных аппаратов МАИ. Ещё в 1991 году, учась на третьем курсе, начал заниматься продажей книг. Вместе с Андреем Гредасовым открыл фирму, которая занималась продажей московских книг в регионах. В 1993 году Новиков и Гредасов организовали издательство «Эксмо», которому вскоре удалось выбиться в лидеры книжного рынка. В 2012 году «Эксмо» объединилось с издательством АСТ в издательскую группу «Эксмо-АСТ», в состав которой в 2014 году вошли «Дрофа» и «Вентана-граф». Новиков продолжает возглавлять компанию и по состоянию на 2022 год.
Издательство «Эксмо» владеет правами на издание книг ряда популярных авторов. В их числе Захар Прилепин, Дмитрий Глуховский, Борис Акунин, Дарья Донцова, Татьяна Устинова, Владимир Познер, Виктор Пелевин, Пауло Коэльо, Харуки Мураками, Стивен Кинг, Чак Паланик, Джордж Р. Р. Мартин, Умберто Эко, Рэй Брэдбери и др.
В 2020 году Новиков начал инвестировать в полиграфию. За два года он приобрёл три типографии: «Парето-принт», Тверской и Можайский полиграфические комбинаты. На эти предприятия приходится 21 % общего тиража российских непериодических изданий.

## Социальные проекты и награды
Новиков — инициатор Национальной программы поддержки и развития чтения и проектов по популяризации литературы в России. По инициативе Новикова и Российского книжного союза ежегодно реализуются сотни мероприятий и программ. Среди самых масштабных из них:
- «Год литературы — 2015»,
- Ежегодный всероссийский книжный фестиваль «Красная площадь»,
- «Культурная карта России. Литература. Чтение» — уникальное, не имеющее аналогов социокультурное исследование инфраструктуры чтения во всех регионах РФ,
- проект «Книги моей жизни», реализуемый при участии самых известных персон страны (политиков, общественных деятелей, артистов, музыкантов, писателей),
- проект «Мобильные библиотеки» для российских аэропортов и железнодорожных вокзалов,
- региональная программа поддержки молодежного и подросткового чтения,
- граффити-проект «Город в словах» и многие другие[источник не указан 1753 дня].

В 2015 году председатель Госдумы РФ Сергей Нарышкин наградил Новикова медалью за особый вклад в книжное дело.

## Награды и звания
- Заслуженный работник культуры Российской Федерации (16 апреля 2019 года) — за большой вклад в развитие отечественной литературы и издательского дела, многолетнюю плодотворную работу[8].
- Почётная грамота Президента Российской Федерации (20 ноября 2020 года) — за вклад в организацию и проведение мероприятий по увековечению памяти и празднованию 100-летия со дня рождения Д. А. Гранина[9]